# Список мэров Лиона

Герб Лиона

Мэр является главой исполнительной власти города Лиона. Впервые должность мэра была учреждена во время Великой французской революции в 1790 году.
| Портрет | Имя | Годы жизни | Начало правления | Окончание правления |
| --- | --- | ---------- | ---------------- | ------------------- |
| Создание муниципалитета (1790—1796) | |            |                  |                     |
| | Флёри Закари Симон Палерн де Сави | 1735—1825  | 12 апреля 1790   | 23 декабря 1790     |
| | Луи Вите | 1736—1809  | 23 декабря 1790  | 4 декабря 1792      |
| | Антуан Нивьер-Шоль | 1744—1817  | 5 декабря 1792   | 1 апреля 1793       |
| | Жан-Эммануэль Жилибер арестован в день своего избрания, смещён через неделю | 1741—1814  | 1 апреля 1793    | 1 апреля 1793       |
| | Антуан-Мари Бертран | 1752—1796  | 1 апреля 1793    | 30 мая 1793         |
| | Жан-Жак Куандр председатель временного муниципалитета | 1748—1793  | 1 июня 1793      | 10 октября 1793     |
| | Антуан-Мари Бертран возвращён к должности после подавления Лионского восстания | 1752—1796  | 10 октября 1793  | 28 августа 1794     |
| | Альфонс-Лоран-Антуан Саламон | 1747—1815  | 28 августа 1794  | 7 апреля 1796       |
| Раздел города (1796—1805) С 1796 по 1805 годы город (или кантон) Лион разделён на 3 дивизиона, у каждого из которых есть свой мэр: | |            |                  |                     |
| | Жан-Франсуа Боссю Дивизион Север | ?—?        | 26 февраля 1796  | 29 ноября 1799      |
| Пьер Мотвиль Дивизион Юг | ?—? |            | 26 февраля 1796  | 29 ноября 1799      |
| Бертеле Дивизион Запад | ?—? |            | 26 февраля 1796  | 29 ноября 1799      |
| | Жан-Мари Паран Дивизион Север | 1752—1825  | 29 ноября 1799   | 21 сентября 1805    |
| Андре-Поль Сен-Руссе, в дальнейшем — барон де Воксонн Дивизион Юг | 1737—1837 |            | 29 ноября 1799   | 21 сентября 1805    |
| Андре-Бертран де Шарпьё Дивизион Запад | 1758—1816 |            | 29 ноября 1799   | 21 сентября 1805    |
| От Империи ко Второй республике — возвращение к единой мэрии (1805—1852) | |            |                  |                     |
| | Граф Николя-Мари-Жан-Клод Фэ де Сатоне назначен Наполеоном, скончался в должности | 1762—1812  | 23 сентября 1805 | 27 августа 1812     |
| | Граф Андре Сюзанн, в дальнейшем — маркиз д’Альбон | 1760—1834  | 27 августа 1812  | 22 ноября 1814      |
| | Жан-Жозеф Меале, граф де Фарг | 1777—1818  | 27 ноября 1814   | 30 апреля 1815      |
| | Антуан-Габриэль Жар во время Ста дней | 1774—1857  | 30 апреля 1815   | 22 июня 1815        |
| | Жан-Жозеф Меале де Фарг | 1777—1818  | 27 ноября 1815   | 23 апреля 1818      |
| | Адам-Пьер-Эсташ Годино 1-й заместитель, в отдельные моменты исполняет обязанности мэра                                                                                                  |            | 27 ноября 1815   | 23 апреля 1818      |
| | Пьер-Тома Ранбо | 1754—1845  | 2 июня 1818      | 31 января 1826      |
| | Жан де Лакруа-Лаваль | 1782—1860  | 31 января 1826   | 15 августа 1830     |
| | Виктор-Габриэль Прюнель | 1777—1853  | 15 августа 1830  | 9 мая 1835          |
| | Кристоф Мартен | 1791—1866  | 9 мая 1835       | 30 октября 1840     |
| | Жан-Франсуа Терм | 1791—1847  | 30 октября 1840  | 8 декабря 1847      |
| | Демофил Лафоре | 1795—1867  | 26 февраля 1848  | 15 августа 1848     |
| | Эдуар Ревей | 1799—1886  | 3 октября 1848   | 24 марта 1852       |
| Вторая империя — раздел власти (1852—1870) 24 марта 1852 года опубликован декрет о создании лионской агломерации и о передаче префекту департамента Рона полномочий мэров Лиона, Гийотьера, Круа-Русса и Веза (с присоединением их к Лиону). Таким образом, префект фактически исполнял роль мэра, а должность мэра упразднялась. | |            |                  |                     |
| | Клод-Мариюс Вайсс префект департамента Рона, исполняющий обязанности мэра Лиона | 1795—1864  | 1853             | 1864                |
| | Жюльен-Теофиль-Анри Шевро префект департамента Рона, исполняющий обязанности мэра Лиона                                                                                                 | 1823—1903  | 1864             | 1870                |
| | Леон-Виктор Музар-Сансье префект департамента Рона, исполняющий обязанности мэра Лиона                                                                                                  | 1816—1894  | январь 1870      | сентябрь 1870       |
| Третья республика (1870—1940) | |            |                  |                     |
| | Жак-Луи Энон | 1802—1872  | 21 сентября 1870 | 31 марта 1872       |
| | Клод-Дезире Бароде | 1823—1906  | 23 апреля 1872   | 4 апреля 1873       |
| С 1873 по 1881 год каждый из округов города имеет собственного мэра. С 1877 по 1879 год префект департамента Рона одновременно является мэром Лиона. | |            |                  |                     |
| | Пьер-Франсуа «Абель» Берже бывший генеральный прокурор апелляционного суда Шамбери, префект департамента Рона и мэр Лиона в соответствие с декретом от декабря 1877 и до 15 марта 1879  |            | 1877             | 1879                |
| | Антуан Гайтон назначен мэром декретом от 23 апреля 1881 года, затем избран в 1882 год, переизбран в 1884, 1888, 1892 и 1896 годах                                                       | 1829—1904  | 26 апреля 1881   | 20 мая 1900         |
| | Жан-Виктор Оганьёр Республиканская социалистическая партия, переизбран в 1904 году, досрочно оставил должность в связи с назначением губернатором Мадагаскара                           | 1855—1931  | 20 мая 1900      | 29 октября 1905     |
| | Эдуар Эррио Радикальная партия, переизбран в 1908, 1912, 1919, 1925, 1929 и 1935 годах, отправлен в отставку правительством Виши                                                        | 1872—1957  | 3 ноября 1905    | 20 сентября 1940    |
| | Поль Кюминаль 1-й заместитель, исполняющий обязанности | 1863—1939  | 17 февраля 1920  | 18 марта 1920       |
| Вторая мировая война (1940—45) | |            |                  |                     |
| | Жорж Коанди председатель специальной делегации, назначен декретом от 20 сентября 1940 года                                                                                              | 1886—1985  | 1940             | 1941                |
| | Жорж Вилье назначен мэром министерским постановлением от 20 июня 1941 года. Отставлен 31 декабря 1942 года                                                                              | 1899—1982  | 1941             | 1942                |
| | Пьер-Луи-Андре Бертран председатель специальной делегации с 20 января 1943 года, с 11 февраля — мэр                                                                                     | 1897—?     | 1943             | 1944                |
| | Жюстэн Годар Радикальная партия, временный мэр с сентября 1944 года | 1871—1956  | 1944             | 1945                |
| Четвёртая и Пятая республики — восстановление институтов (с 1945 года) | |            |                  |                     |
| | Эдуар Эррио Радикальная партия, переизбран в 1947 и 1953 годах, умер в должности | 1872—1957  | 18 мая 1945      | 26 марта 1957       |
| | Пьер Монтель Радикальная партия, первый заместитель, временно исполняющий обязанности                                                                                                   |            | 26 марта 1957    | 14 апреля 1957      |
| | Луи Прадель беспартийный, близок центристам и не-голлистским правым, создатель местного политического объединения P.R.A.D.E.L.). Переизбран в 1959, 1965 и 1971 годах, умер в должности | 1906—1976  | 14 апреля 1957   | 23 ноября 1976      |
| | Арман Таперну первый заместитель, временно исполняющий обязанности | 1899—1984  | 23 ноября 1976   | 5 декабря 1976      |
| | Франсиск Коллон Союз за французскую демократию, переизбран в 1977 и 1983 годах | 1910—2009  | 5 декабря 1976   | 23 марта 1989       |
| | Мишель Нуар Объединение в поддержку республики | род. 1944  | 24 марта 1989    | 24 июня 1995        |
| | Раймон Барр Союз за французскую демократию | 1924—2007  | 25 июня 1995     | 24 марта 2001       |
| | Жерар Коллон Социалистическая партия, переизбран в 2008 и 2014 годах | 1947—2023  | 25 марта 2001    | 17 июля 2017        |
| | Жорж Кепенекян Социалистическая партия | род. 1949  | 17 июля 2017     | 5 ноября 2018       |
| | Жерар Коллон Вперёд, Республика! | 1947—2023  | 5 ноября 2018    | 4 июля 2020         |
| | Грегори Дусе Европа Экология Зелёные | род. 1973  | 4 июля 2020      |                     |